# Иванов, Владимир Васильевич (геохимик)
Владимир Васильевич Иванов (21 апреля 1928 или 1928, СССР — февраль 2015, Москва) — советский и российский учёный в области геохимии редких элементов, региональной, рудной и экологической геохимии, лауреат Государственной премии СССР (1970).

## Биография
Родился 21 апреля 1928 года.[где?]
Окончил Московский геологоразведочный институт им. Орджоникидзе (1953).
В 1953—1956 годы работал в спецлаборатории (Лаборатория минералогии и геохимии редких элементов).
С 1956 года в Институте минералогии, геохимии и кристаллохимии редких элементов АН СССР (ИМГРЭ), с 1967 года зав. сектором, затем — ученый секретарь института, зав. отделом геохимии редких элементов и заместитель директора по научной работе, последняя должность — главный научный сотрудник отделения поисковой и экологической геохимии.
Доктор геолого-минералогических наук (1966).
Скончался в феврале[уточнить] 2015 года в Москве.

## Звания и награды
- 1966 — Орден «Знак Почёта»
- 1970 — Государственная премия СССР за 3-томную монографию «Геохимия, минералогия и генетические типы месторождений редких металлов».
- 1998 — Заслуженный деятель науки РФ (1998)
- почётный разведчик недр
- отличник разведки недр.
- 2005 — Премия имени В. И. Вернадского
- 2013 — медаль А. Е. Ферсмана, Российское геологическое общество[2].

## Членство в организациях
- 1966 — КПСС.